# Афраний Ханибалиан
Афраний Ханибалиан (на латински: Afranius Hannibalianus) е политик, сенатор и генерал на Римската империя към края на 3 век.

## Биография
Той произлиза от Сирия и става член на Константиновата династия.
През 286 г. Афраний Ханибалиан е преториански префект. През 292 г. той е консул заедно с Юлий Асклепиодот. През 287/288 г. има победа против варварите. През 297/298 г. е praefectus urbi на Рим.
Афраний Ханибалиан е женен за Евтропия, която се омъжва за император Максимиан и е баща на Флавия Максимиана Теодора, която става втората съпруга на император Констанций Хлор и има с него шест деца.